# Rhopobota
Rhopobota är ett släkte av fjärilar som beskrevs av Lederer 1859. Rhopobota ingår i familjen vecklare.

## Bildgalleri

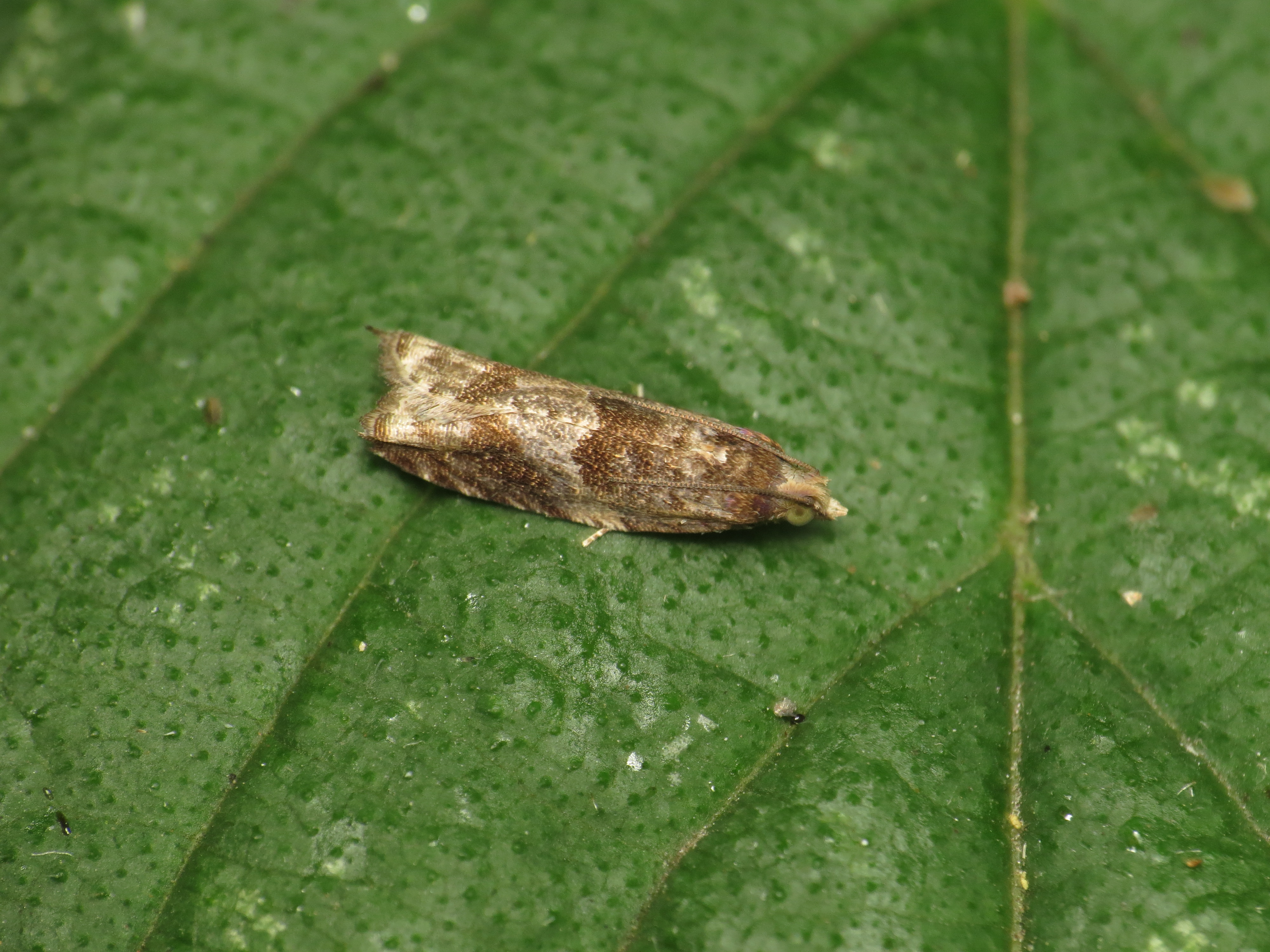
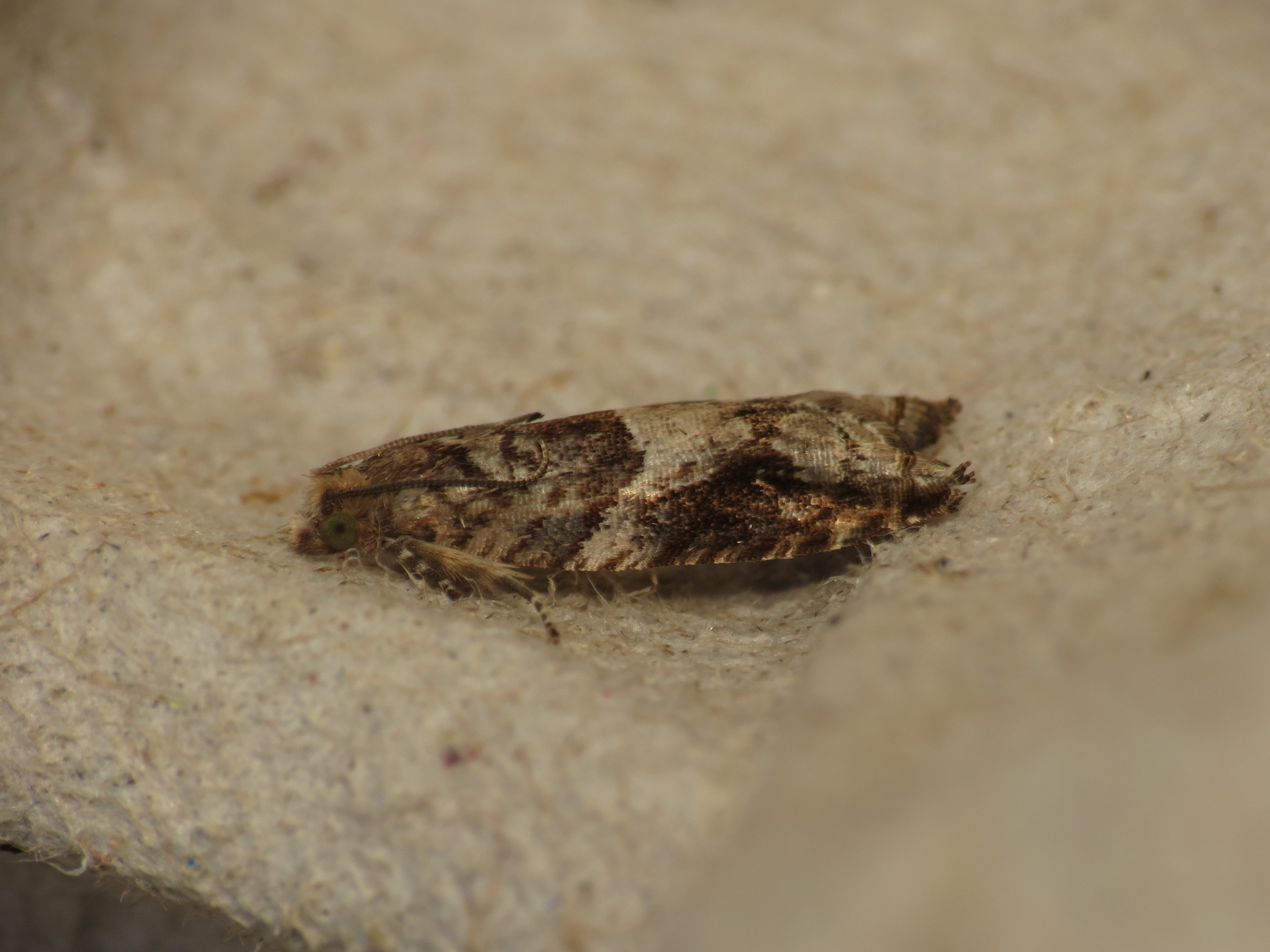
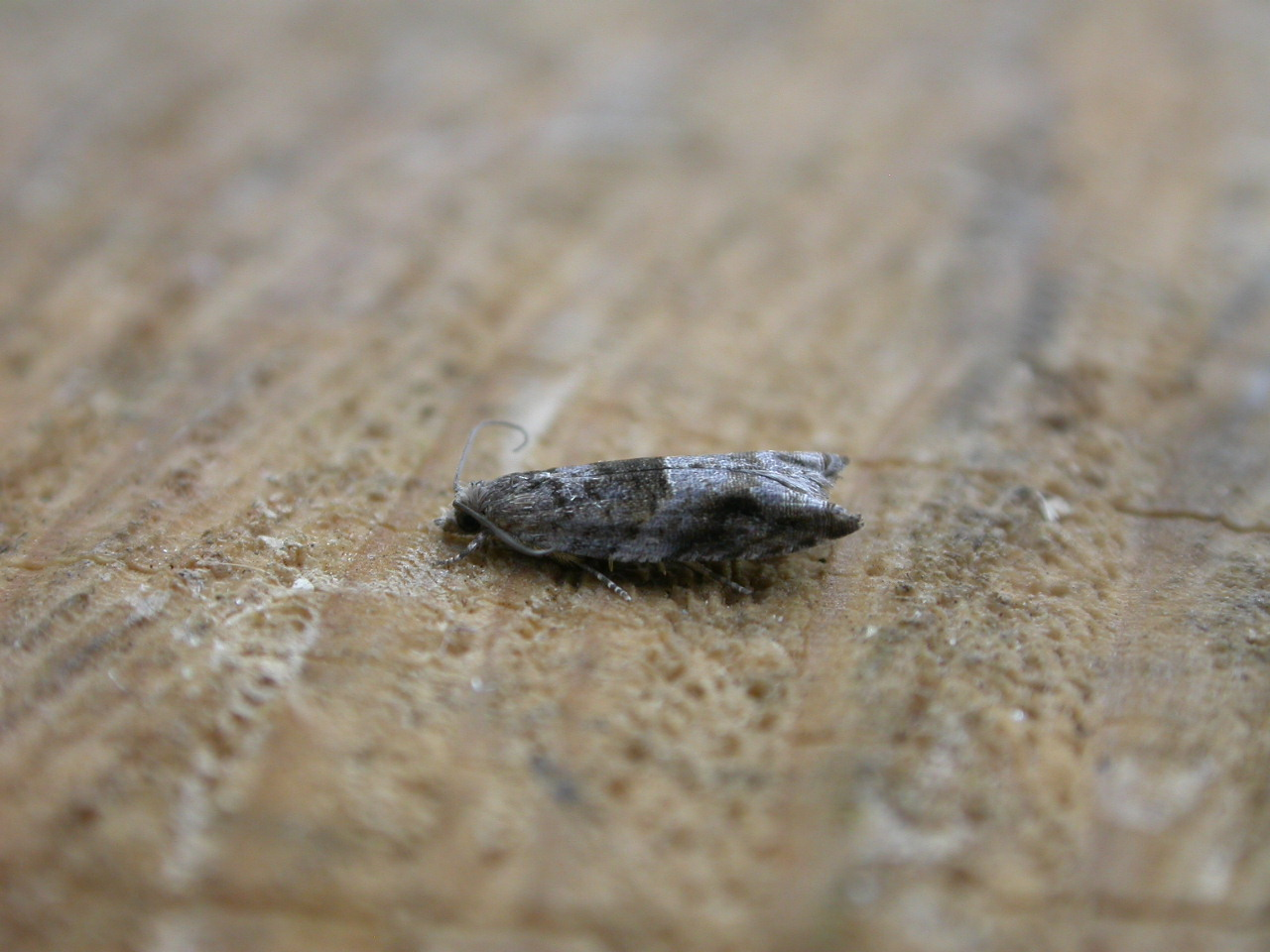
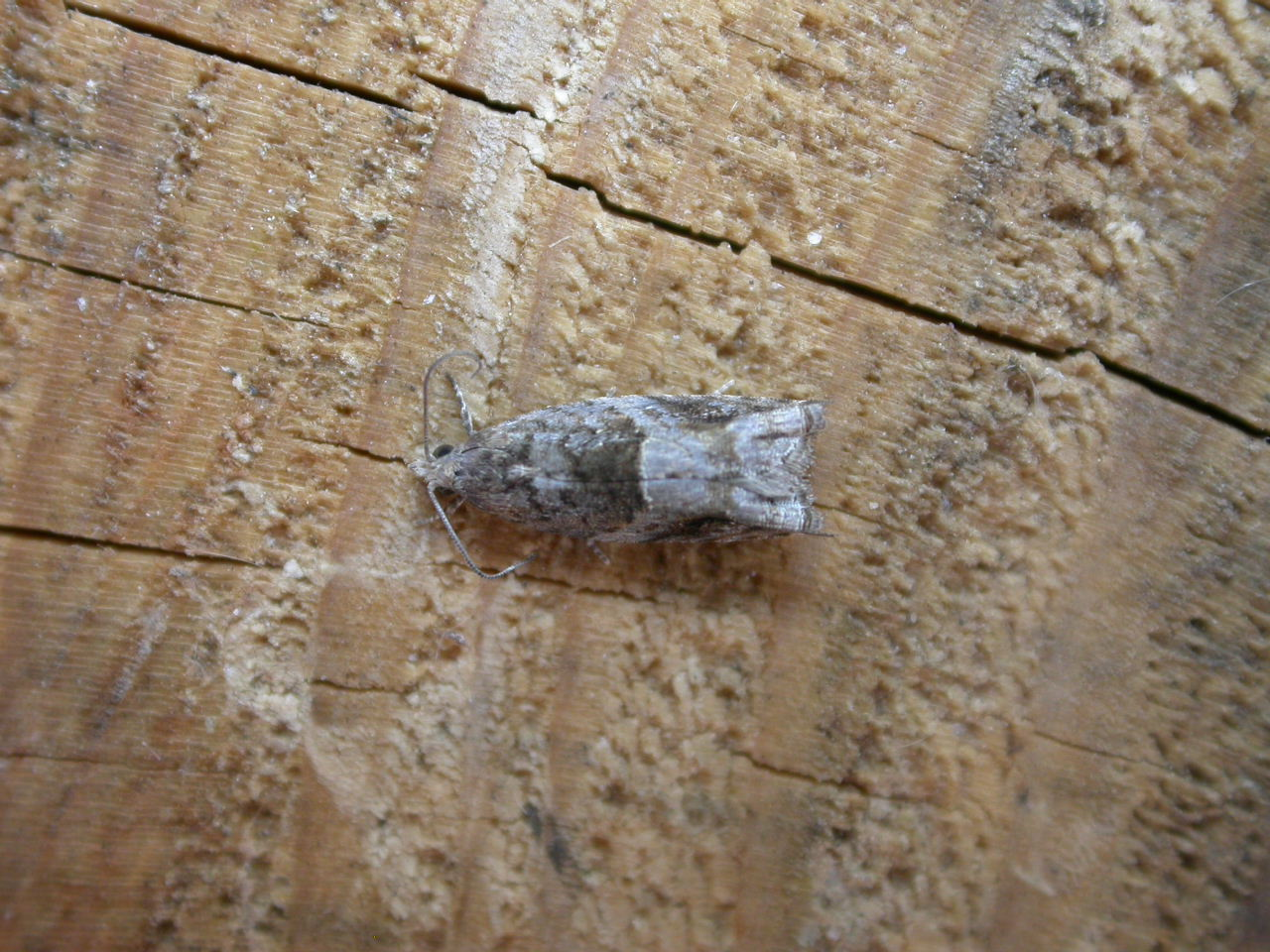
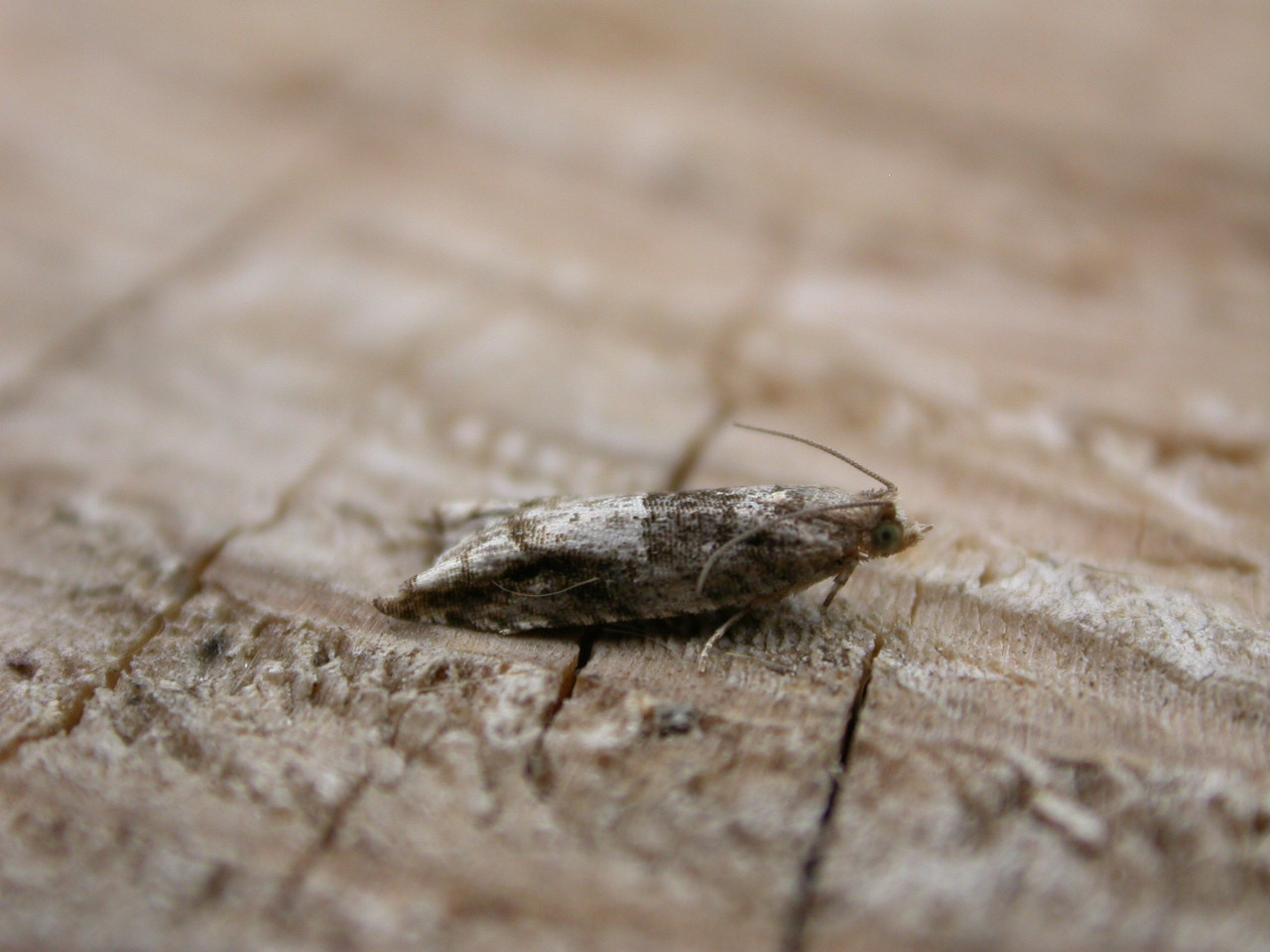
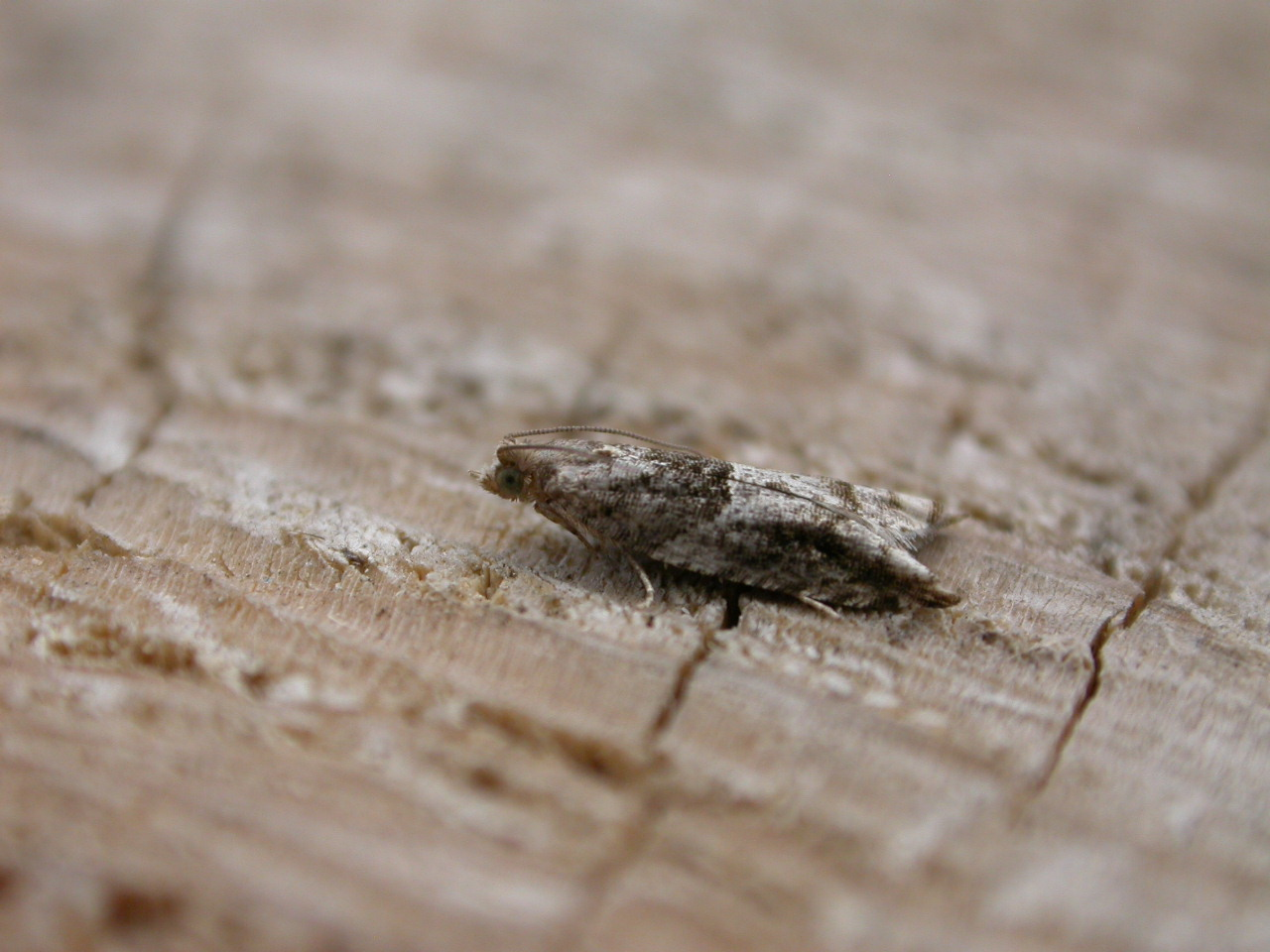

## Dottertaxa tillRhopobota, i alfabetisk ordning[1][2]
- Rhopobota amphigonia
- Rhopobota ancyloides
- Rhopobota antecellana
- Rhopobota antrifera
- Rhopobota argyrophenga
- Rhopobota bicolor
- Rhopobota bostrichus
- Rhopobota captinivana
- Rhopobota chlorantha
- Rhopobota clivosa
- Rhopobota cuphana
- Rhopobota destitutana
- Rhopobota dietziana
- Rhopobota dorsivitana
- Rhopobota eclipticodes
- Rhopobota falcigera
- Rhopobota finitimana
- Rhopobota fractifasciana
- Rhopobota geminana
- Rhopobota grypodes
- Rhopobota hypomelas
- Rhopobota ilexi
- Rhopobota ilicifoliana
- Rhopobota kaempferiana
- Rhopobota leucognoma
- Rhopobota luctiferana
- Rhopobota macrosepalana
- Rhopobota metastena
- Rhopobota microrrhyncha
- Rhopobota multiplex
- Rhopobota myrtillana
- Rhopobota naevana
- Rhopobota punctiferana
- Rhopobota queketana
- Rhopobota relicta
- Rhopobota resupinatana
- Rhopobota scleropa
- Rhopobota shikokuensis
- Rhopobota stagnana
- Rhopobota symbolias
- Rhopobota unipunctana
- Rhopobota ustomaculana
- Rhopobota vacciniana
- Rhopobota vepretana
- Rhopobota verditer
- Rhopobota visenda
- Rhopobota vulturina